# Katedra Najświętszego Serca Jezusa w Kantonie
Katedra Najświętszego Serca Jezusa w Kantonie (chiń. upr. 广州石室圣心大教堂; chiń. trad. 廣州石室聖心大教堂; pinyin Guǎngzhōu shíshì shèngxīn dà jiàotáng), zwana potocznie Kamiennym Domem (chiń. 石室; pinyin Shíshì) – katedra katolicka znajdująca się w południowej części Kantonu, będąca największym katolickim obiektem sakralnym w południowych Chinach. Jest siedzibą arcybiskupa diecezji kantońskiej i często bywa nazywana Notre-Dame Wschodu.
Wzniesiona w stylu gotyckim świątynia ma wymiary 35×78 m oraz wysokość 58,5 m. Użyte do jej budowy granitowe bloki przywieziono statkami z Koulunu. Wzorowano ją na paryskiej bazylice Sainte Clotilde. Na zachodniej wieży katedry zawieszony jest zegar, we wschodniej znajduje się pięć XIX-wiecznych brązowych dzwonów, przywiezionych z Francji. Również znajdujące się w oknach witraże pochodzą z Francji.
Budowę kościoła rozpoczęto w 1863 roku i ukończono dopiero 25 lat później, w roku 1888. Podczas rewolucji kulturalnej katedrę zamknięto i urządzono w jej wnętrzu magazyn; ponownie otwarta została w 1979 roku. W latach 2004–2007 świątynia została poddana gruntownej renowacji.